# Nový židovský hřbitov ve Švihově
Nový židovský hřbitov ve Švihově, založený kolem roku 1878, se nachází asi 200 m na východ od švihovského Starého židovského hřbitova za železničním viaduktem po levé straně silnice vedoucí ze Švihova na Kamýk. Vstup se nalézá na západě areálu, pro hroby je využita pouze poměrně malá východní část hřbitova.

## Historie
Hřbitov byl založen v 70. letech 19. století (zdroje uvádějí rok 1872 nebo 1878). Na ploše 1475 m2 se dodnes dochovalo něco přes třicet náhrobků s nejstarším čitelným z roku 1893 a nejnovějšími z 30. let 20. století. Márnice byla zbourána po roce 1981, plocha areálu byla roku 1992 zmenšena. Na hřbitově se pohřbívalo do 2. světové války.
Ve městě se též nacházela synagoga z roku 1783, která byla zbourána v roce 1960. Byla postavena namísto starší synagogy, jež podlehla požáru o deset let dříve.

## Galerie

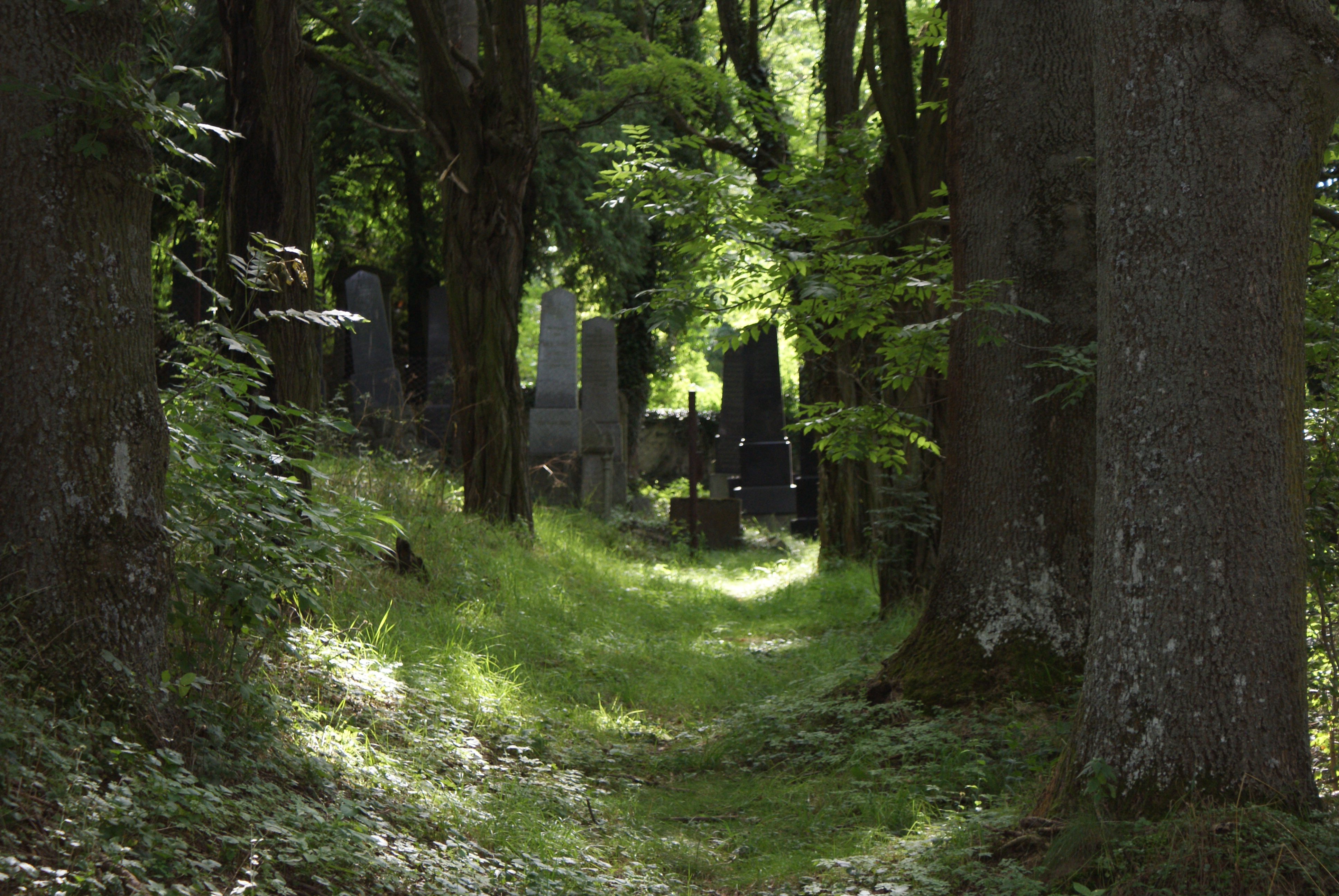
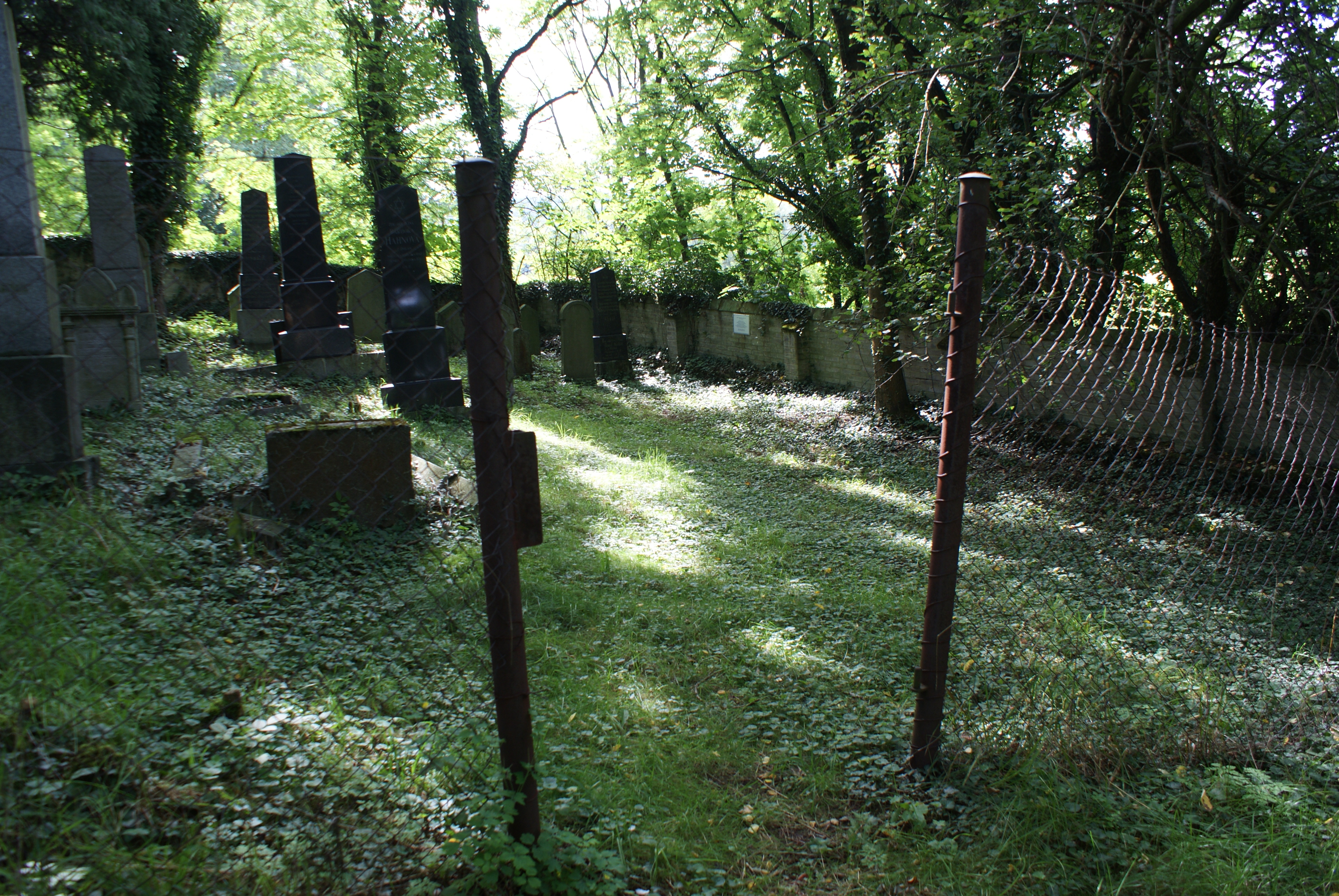
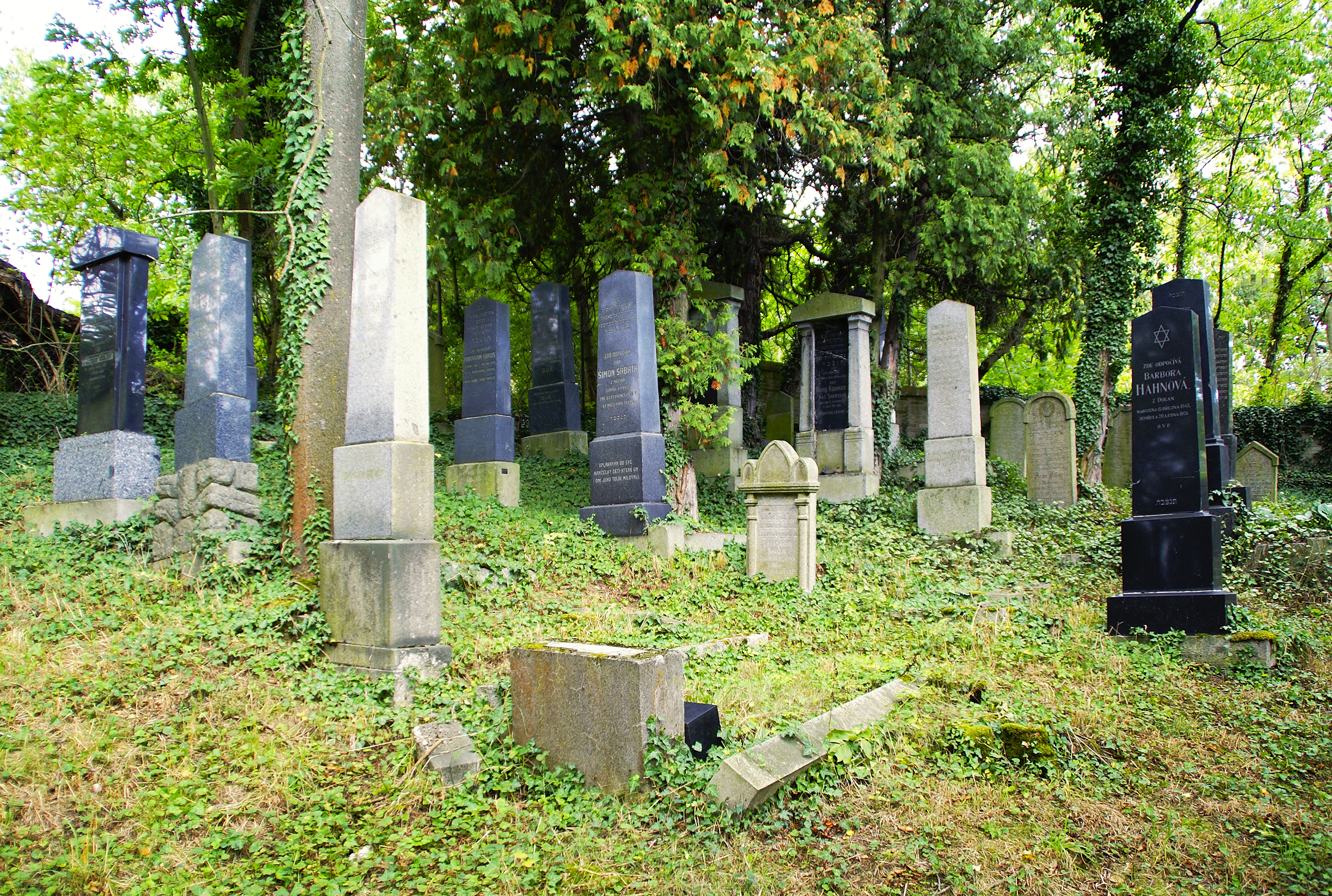
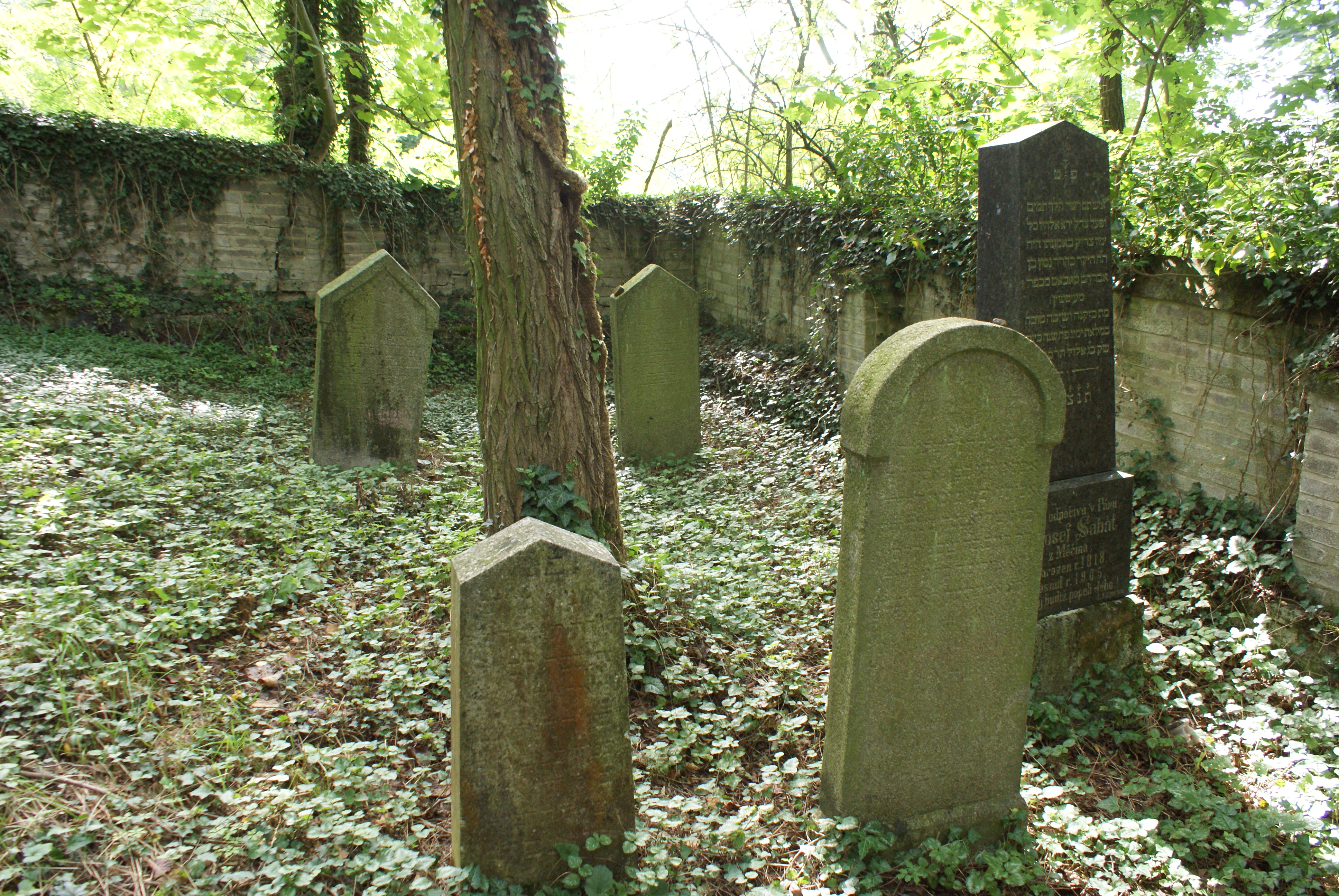
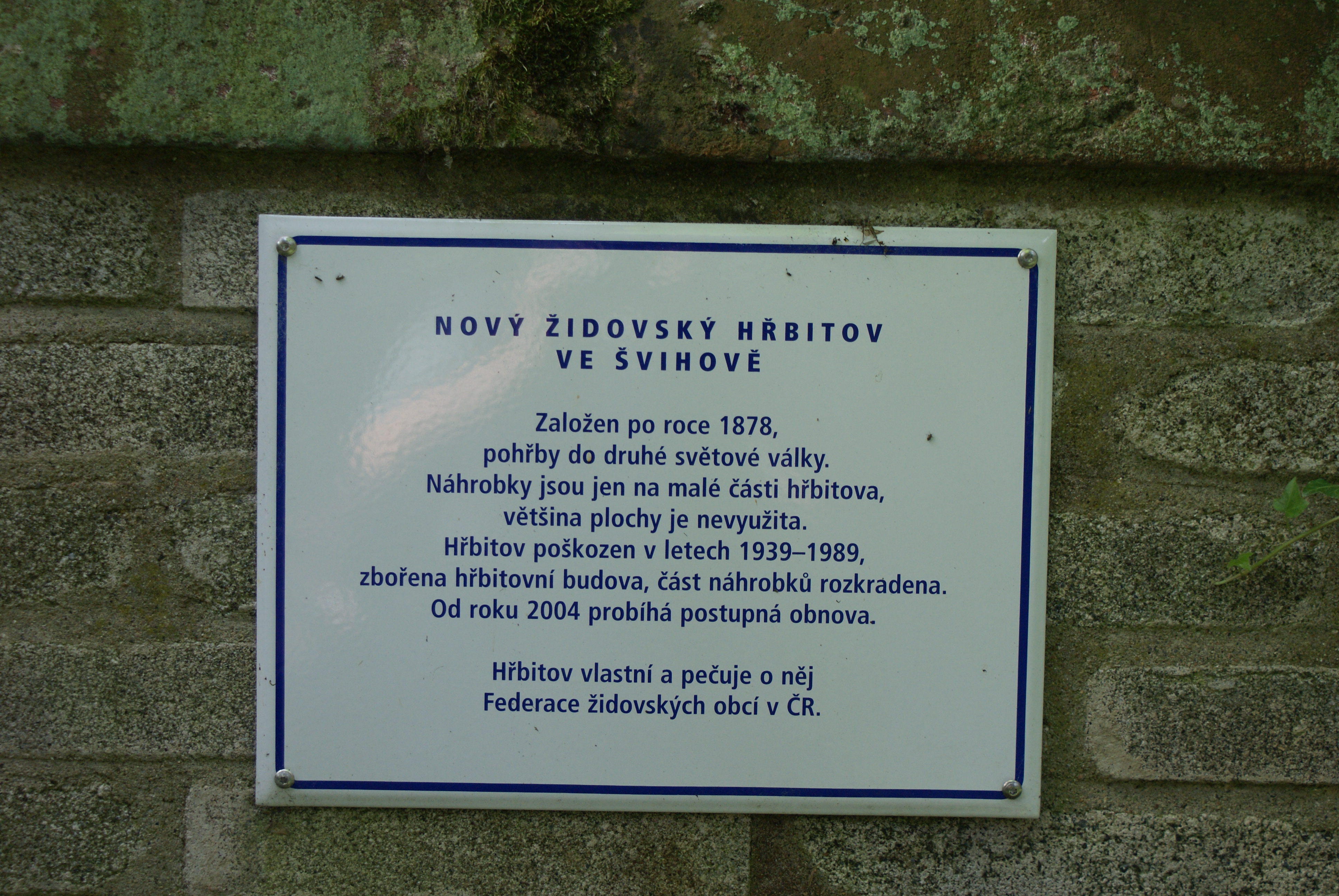